# Jules Sedney
Jules Sedney (Paramaribo, 28 september 1922 – aldaar, 18 juni 2020) was een Surinaams politicus. Hij was minister van Financiën en premier van Suriname.

## Levensloop
Sedney studeerde Economie aan de Universiteit van Amsterdam en was daarnaast lid van de Vereniging Ons Suriname. In 1956 promoveerde hij daar, waarna hij terugkeerde naar zijn moederland en ging werken bij de in 1957 opgerichte Centrale Bank van Suriname (CBvS).
Na de parlementsverkiezingen van 25 juni 1958 werd hij namens de NPS minister van Financiën in het kabinet-Emanuels. In 1963 werd Sedney president van de in dat jaar opgerichte Nationale Ontwikkelings Bank (NOB).
De ontevreden NPS'er Just Rens richtte in 1967 de Creoolse Progressieve Nationale Partij (PNP) op die bij de verkiezingen in dat jaar drie zetels kreeg in de Staten. Ook anderen, al dan niet voormalige NPS'ers, sloten zich aan bij de PNP zoals Sedney, Hans Prade en Frank Essed.
Bij de verkiezingen van 24 oktober 1969 haalde het PNP-blok (PNP, KTPI, PSV en PBP), acht van de 39 zetels. Het VHP-blok (VHP, Actiegroep en SRI) kreeg negentien zetels, de NPS elf zetels, en de PNR een zetel. Hoewel in de daaropvolgende VHP-PNP regering het VHP-blok dus veel meer zetels had dan het PNP-blok werd niet VHP-leider Jagernath Lachmon, maar Sedney premier van Suriname en minister van Algemene Zaken. Bij die keuze zal de opgelopen spanningen tussen de Hindoestaanse en Creoolse bevolkingsgroepen hebben meegespeeld. Lachmon werd uiteindelijk voorzitter van de Staten.
Bij de verkiezingen van 1973 was Nationale Partij Kombinatie (NPK) de grote winnaar. De NPK bestond uit de NPS, de PNR, de PSV en de KTPI. De NPK behaalde 22 van de 39 zetels in de Staten van Suriname en de overige 17 zetels gingen naar de VHP, zodat de PNP van premier Jules Sedney geen enkele zetel kreeg.
Sedney volgde in 1980 V.M. de Miranda op als governor van de CBvS. In 1983 nam hij ontslag toen hij in conflict kwam met Desi Bouterse. Sedney weigerde mee te werken aan een verdachte Colombiaanse lening van 50 miljoen dollar die mogelijk te maken had met drugs en hij vluchtte naar Nederland. Henk Goedschalk, zijn opvolger bij de CBvS, had waarschijnlijk minder moeite met dergelijke handelingen want vrij snel daarna was er een door hem goedgekeurde lening van 200 miljoen Amerikaanse dollar met een dubieus karakter.

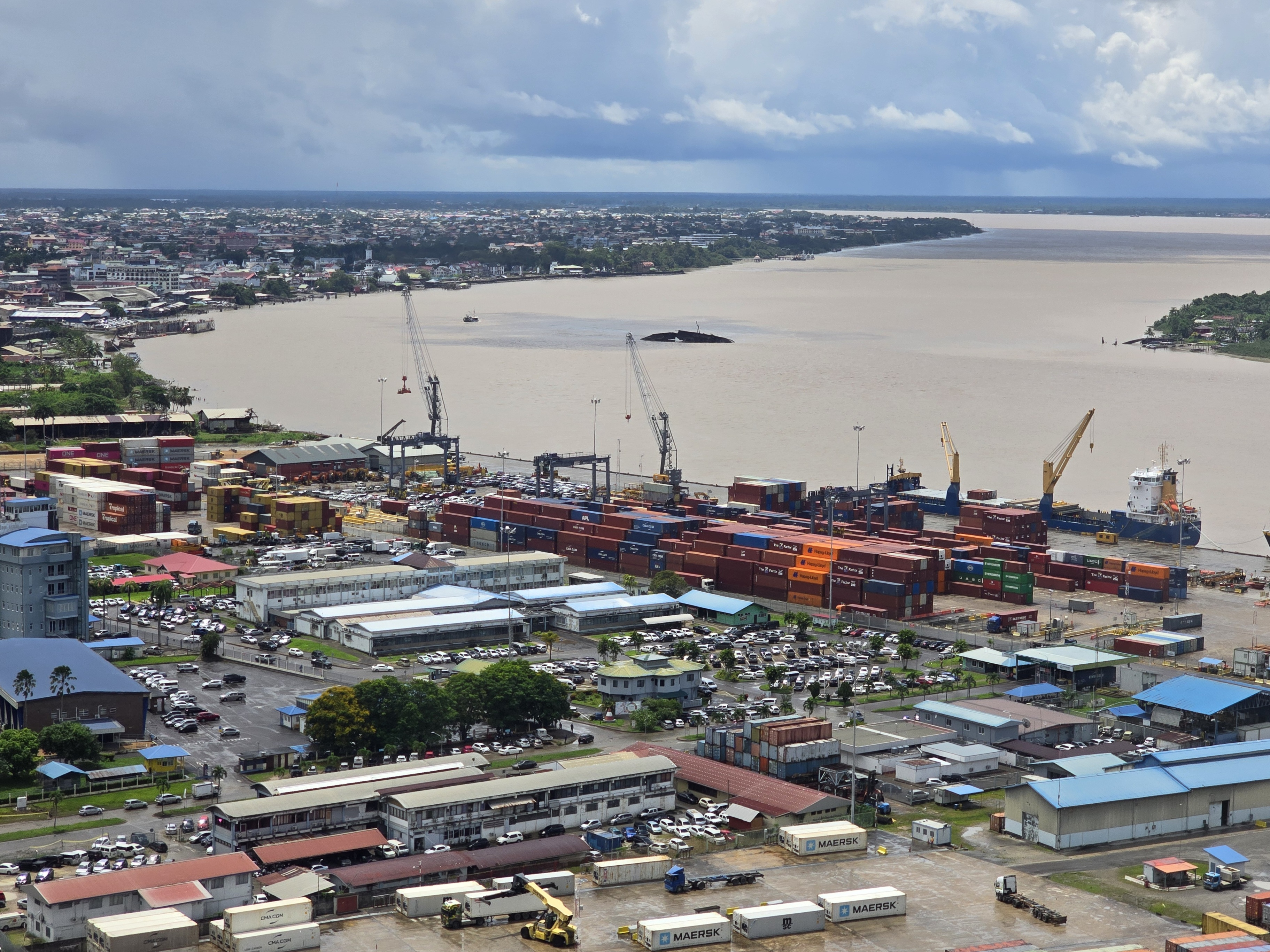
Jules Sedney Haven, 2025

Voor de terugkeer van Sedney in 1989 naar zijn moederland zou hij een 'herenakkoord' met Bouterse hebben gesloten waarbij hem werd toegezegd dat hij met rust gelaten zou worden. In 2016 werd de Jules Sedney Haven naar hem vernoemd als erkenning voor zijn betrokkenheid bij de oprichting van de haven.
Hij schreef het boek De toekomst van ons verleden. In 2017 verscheen hiervan de derde editie die de Surinaamse politiek tussen 1948 en 2017 behandelt.
Sedney was een prominent lid van de vrijmetselaarsloge Concordia. In 2019 werd hij zijn zestigjarige jubileum bij de loge gehuldigd. Daarbij waren hij en Frank Essed ooit de eerste gekleurde leden uit de geschiedenis van Concordia. Ook was hij een actief bridgespeler en gold uiteindelijk als de oudste bridgespeler van Suriname, waarvoor hij geëerd werd door onder meer Bridgeclub '52 van de Matawlies. Ook werd er een Jules Sedney-bridgedrive ter ere van hem georganiseerd.
Jules Sedney overleed in 2020 op 97-jarige leeftijd.

## Eerbetoon
Jules Sedney was sinds 2008 drager van het Grootlint in de Ereorde van de Gele Ster. Zijn inzet tijdens zijn regering voor de komst van de Nieuwe Haven werd in 2013 beloond met een borstbeeld van hem daar, inmiddels Jules Sedney Haven geheten. Het werd gemaakt door Jules Brand-Flu.

## Kabinet-Sedney

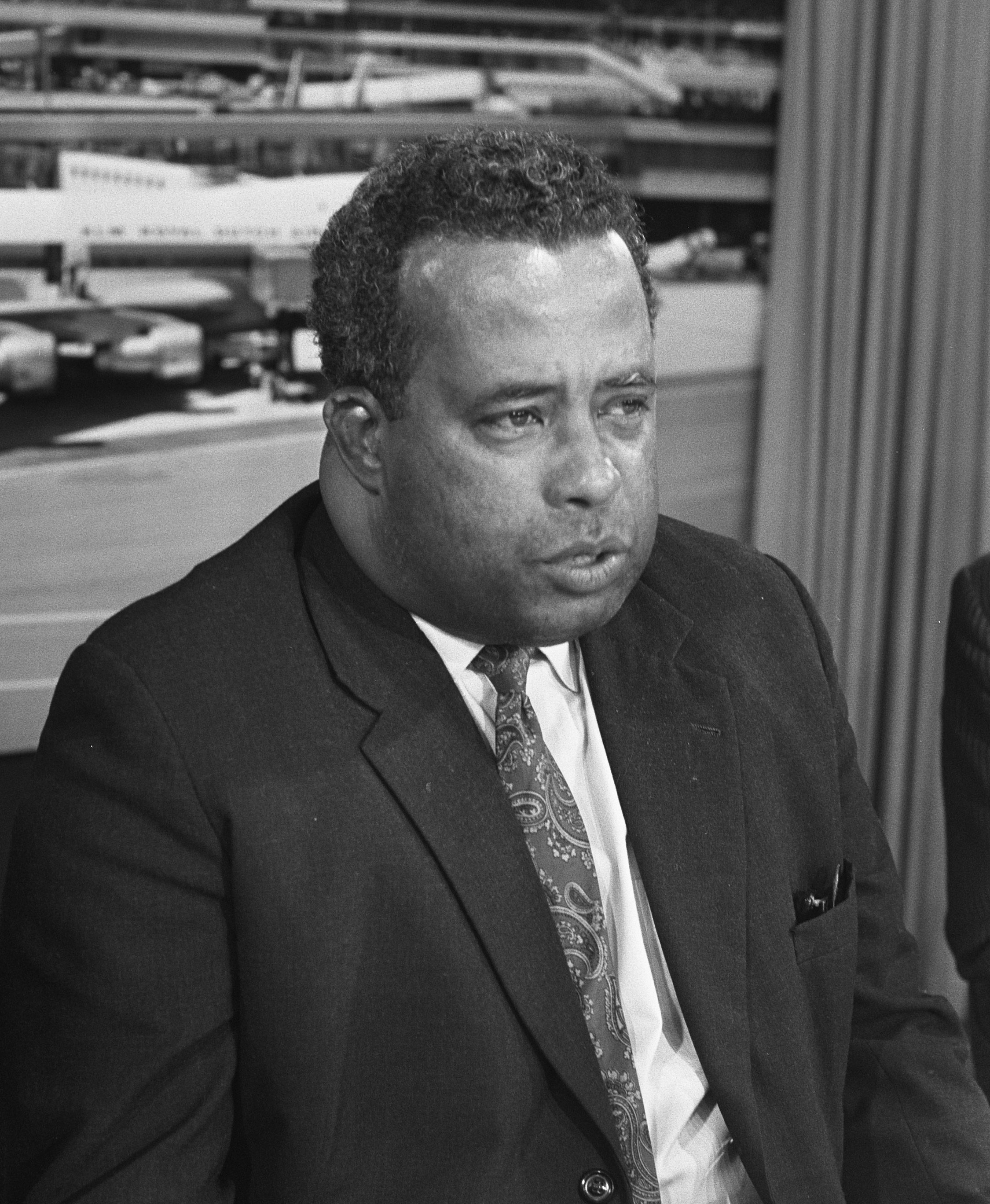
Premier Sedney van Suriname wordt in 1973 op Schiphol begroet door minister Molly Geertsema

In 1969 werd het kabinet-Sedney beëdigd. Het regeerde van 20 november 1969 tot en met 24 december 1973.